# Wasserschloss Hartmannsdorf

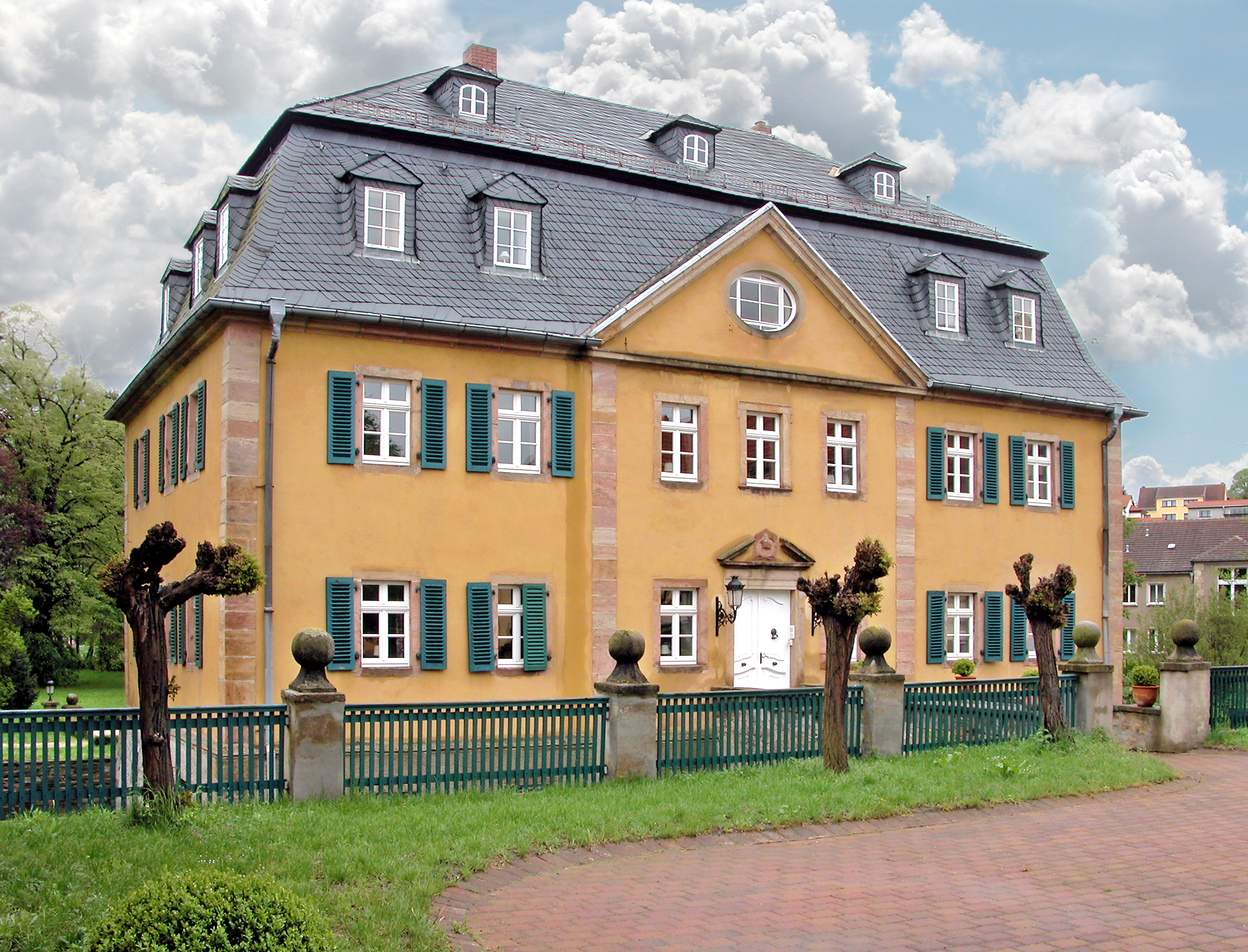
Schloss Hartmannsdorf

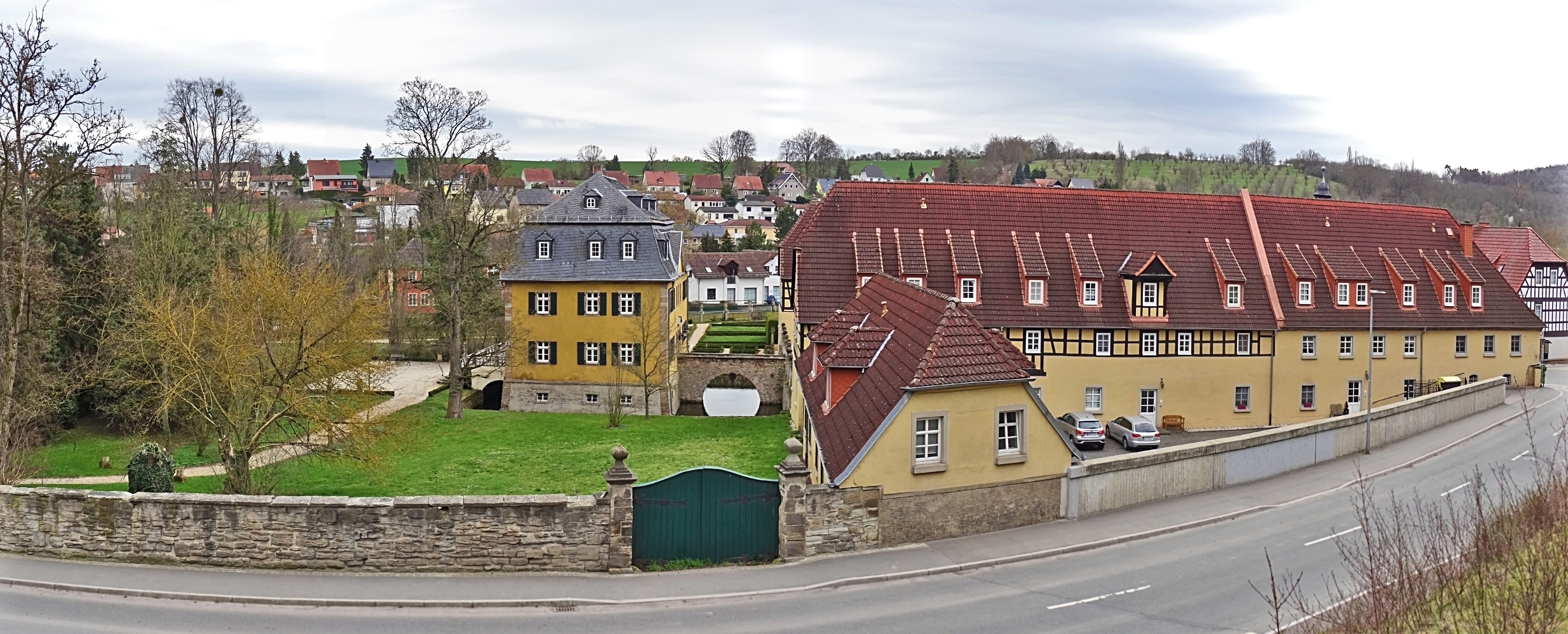
Ansicht von Norden

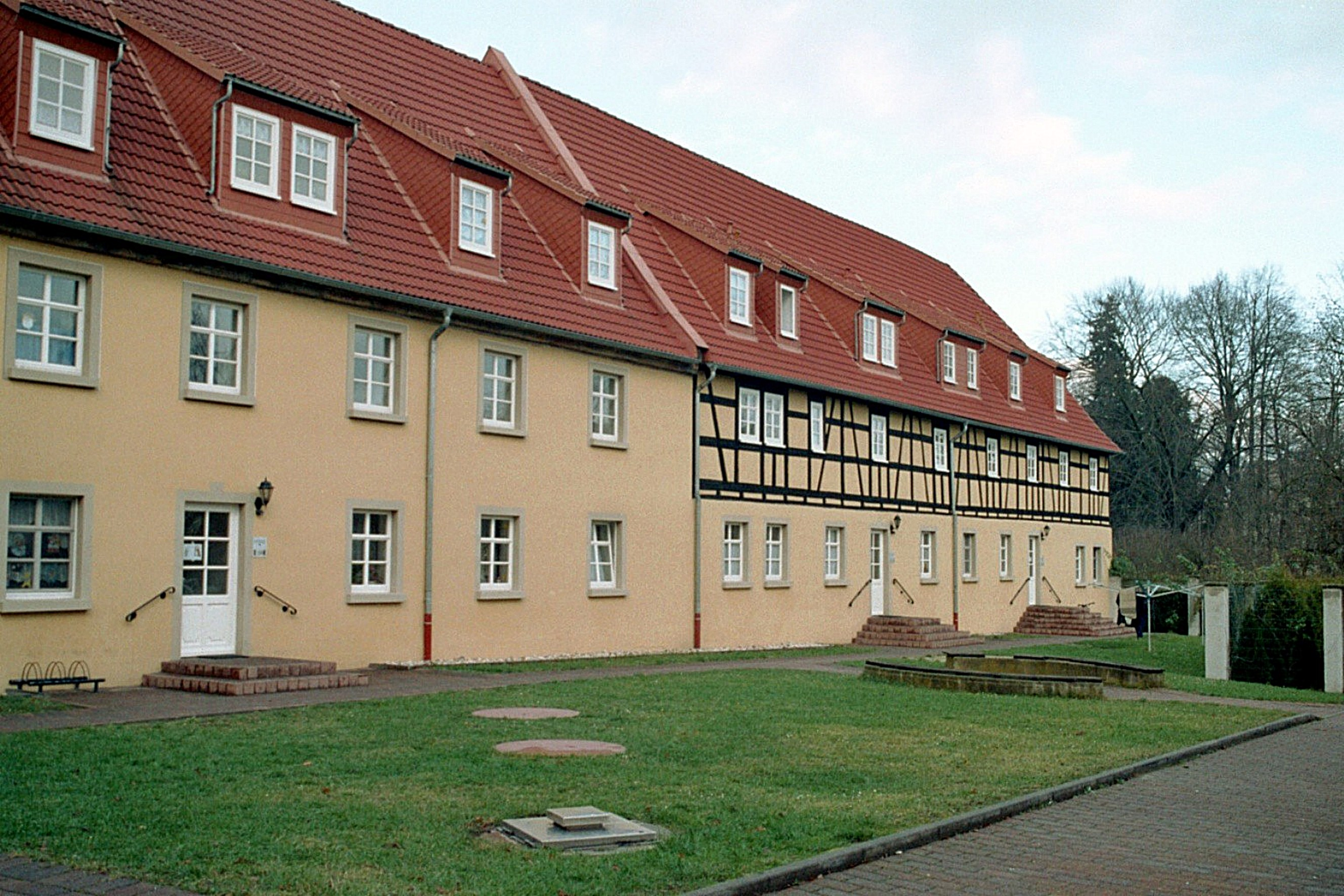
Nebengebäude

Das sogenannte Wasserschloss  Hartmannsdorf steht in der Gemeinde Hartmannsdorf im Saale-Holzland-Kreis in Thüringen.

## Geschichte
Aus einer mit Wasser geschützten Stelle in der Ansiedlung entwickelte sich eine Lehnsburg (Wasserburg), dann ein Rittergut, das 1452 im Besitz der Herren von Merrettich ist, ab 1598 der von Schauroth, dann der von Boyneburg, ab 1717 des Freiherrn Johann Friedrich Bachoff von Echt (1643–1726). Die Familie ließ nach einem Brand 1732 das heutige Herrenhaus erbauen. Ab 1926 ließ der Köstritzer Brauerei-Pächter Rudolf Zersch Schloss und Park restaurieren, wie er auch Schloss Crossen vor dem Verfall rettete. Bauleitender Architekt war Paul Schultze-Naumburg. Der barocke Bau wurde immer mehr Mittelpunkt im entwickelten Dorf, wobei wasserwirtschaftliche Verbesserungen den Charakter eines Wasserschlosses aufhoben.
Zu Zeiten der DDR wurde, nach entschädigungsloser Enteignung der Familie Zersch, in den Gebäuden und auf den Flächen ein Volksgut eingerichtet. Es war für moderne Pflanzen- und Obstbauproduktion zuständig. Bauliche Erhaltungsmaßnahmen traten dahinter zurück. 1970 teilte ein Wanderheft mit: „Das alte Schlößchen in Hartmannsdorf von 1723 steht an der Stelle einer noch älteren Wasserburg. Sehenswert sind der gepflegte Park mit seltenen Sträuchern und Bäumen, das Lehrlingsheim sowie die ausgedehnten Gärtnereianlagen.“
Heute sind die Gebäude des Rittergutes saniert und der Park wird gepflegt. Die Anlage wird zum Wohnen und von Gewerbe genutzt. Im Gegensatz zum Rittergut können die Gebäude und der Park unter Umständen besichtigt werden, sind aber sonst nicht frei zugänglich.
Die nunmehr offene regelmäßige Rechteckanlage mit dem frei in einem nun angelegten Landschaftspark auf hohem Sockel stehende zweigeschossige Herrenhaus war das Gutshaus und weist auf ein Wasserschloss hin. Es gehört derzeit der Familie Hermesmeier.